# Lauri Porra
Lauri Porra (Helsinki, 13 dicembre 1977) è un bassista finlandese,  membro degli Stratovarius.

## Biografia
Lauri Porra nacque in una famiglia di musicisti da molte generazioni. Iscritto al conservatorio pop & jazz di Helsinki fino al 1994, iniziò a suonare il violoncello a sei anni, per poi passare al basso a sedici anni. Ha studiato anche canto, pianoforte, tromba e contrabbasso.
Dal 1997 Lauri ha lavorato con molte band tra cui i Sinergy, i Warmen, i Kotipelto, i Jonna's Problem, i Crazy World e i Ben Granfelt Band, accompagnandole anche in giro per il mondo. Nel 2005 è diventato bassista degli Stratovarius con i quali ha prodotto Polaris e Elysium.

## Discografia

### Da solista
- 2005 - Lauri Porra

### Con gli Stratovarius
- 2009 - Polaris
- 2011 - Elysium
- 2013 - Nemesis
- 2015 - Eternal

### Partecipazioni

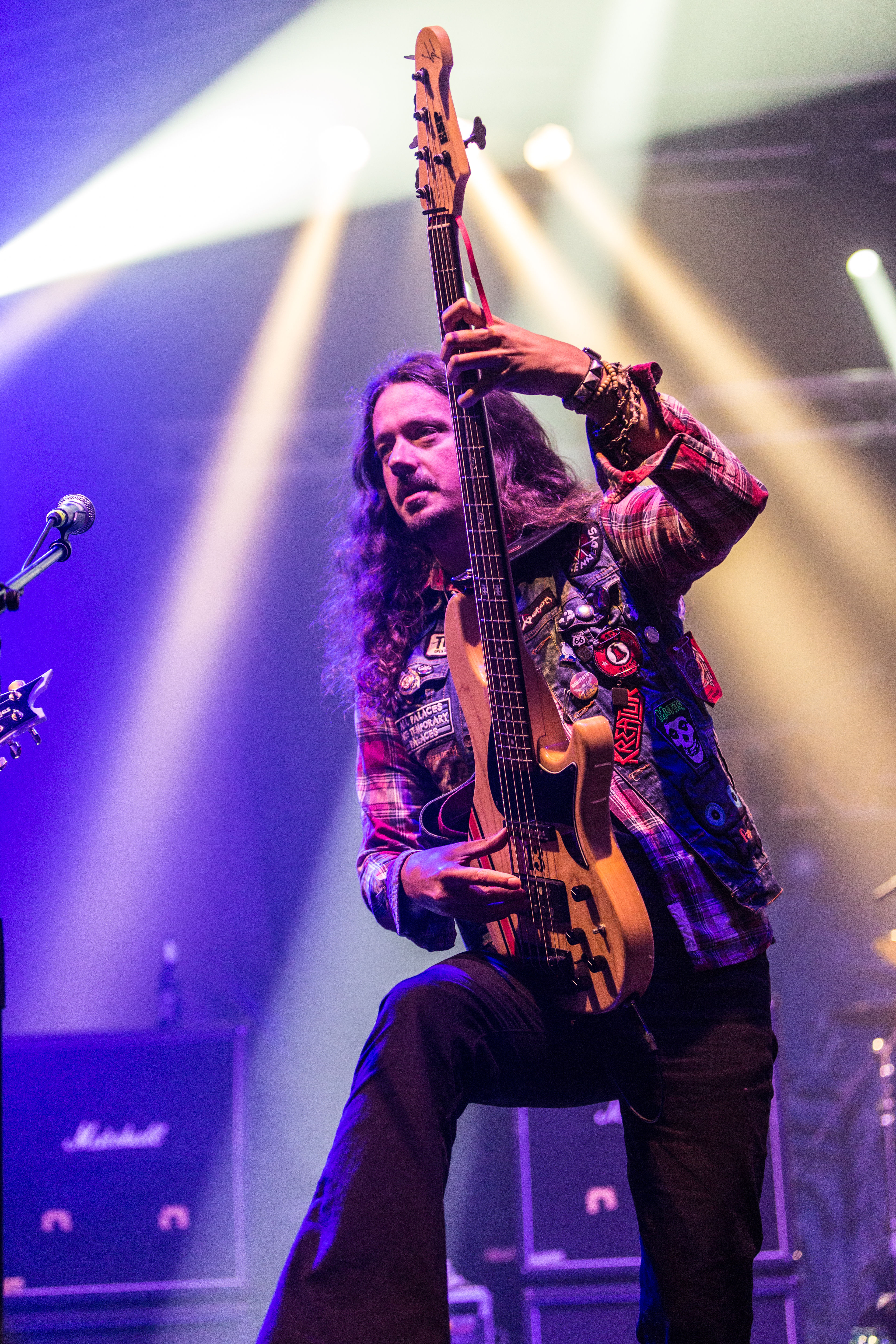
Porra nel 2017

- Warmen: Japanese Hospitality (2009)
- Emma Salokoski Ensemble - Kaksi Mannerta (2005)
- Crazy World - Crazy World (2005)
- Warmen - Accept The Fact (2005)
- Ben Granfelt Band - Live Experience (2005)
- Juice Leskinen & Mikko Alatalo - Klassikoiden Ilta (2005)
- Raskasta Joulua - Raskasta Joulua (2004)
- Ben Granfelt - Past Experience (2004)
- Peter Lerche - Peshawar Diary (2004)
- Juice & Mikko - Senaattori & Boheemi (2004)
- Esa Kotilainen - Turpeisen Baari (2003)
- Emma Salokoski Trio - Puutarhassa (2003)
- Tunnelvision - Tomorrow (2002)
- Warmen - Beyond Abilities (2002)
- Ben Granfelt - All I Want To Be (2001)
- Warmen - Unknown Soldier (2000)
- Tunnelvision - While The World Awaits (1999)

### Colonne sonore
- Heavy Trip, regia di Jukka Vidgren e Juuso Laatio (2018)